# Toloxis semitorta
Toloxis semitorta är en bladmossart som beskrevs av William Russell Buck 1994. Toloxis semitorta ingår i släktet Toloxis, och familjen Meteoriaceae. Inga underarter finns listade i Catalogue of Life.